# Oleksi Oleksàndróvitx Mikhailitxenko
Oleksi Oleksàndróvitx Mikhailitxenko (en ucraïnès: Михайличенко Олексій Олександрович; en rus: Михайличенко, Алексей Александрович) (Kíiv, 30 de març, 1963) és un exfutbolista i entrenador de futbol ucraïnès.
S'inicià al Dinamo de Kíiv, amb el qual debutà a la lliga soviètica el 1981 i guanyà quatre lligues i tres copes. El seu major èxit fou la Recopa d'Europa 1986. Fou premiat com a futbolista soviètic de l'any el 1988, i futbolista ucraïnès de l'any el 1987 i 1988. El 1990 fitxà per la UC Sampdoria, amb qui guanyà la lliga italiana. També fou cinc cops campió de lliga a Escòcia amb el Rangers FC.
Fou 41 cops internacional amb la selecció de l'URSS, amb qui guanyà la medalla d'or als Jocs Olímpics de 1988. També fou dos cops internacional amb Ucraïna.
Un cop es retirà retornà a Ucraïna el 1997, on començà com a entrenador al costat del llegendari Valeri Lobanovsky; essent el seu assistent 5 anys. Després de la mort d'aquest, el 2002, esdevingué primer entrenador del Dinamo de Kíiv. El 2004 fou designat entrenador de la selecció ucraïnesa sots 21 i el 2008 de l'absoluta.

## Palmarès
Com a jugador
- Futbolista ucraïnès de l'any: 1987, 1988
- Futbolista soviètic de l'any: 1988
- Lliga soviètica de futbol: 1981, 1985, 1986, 1990
- Copa soviètica de futbol: 1985, 1987, 1990
- Lliga italiana de futbol: 1991
- Lliga escocesa de futbol: 1992, 1993, 1994, 1995, 1996
- Copa escocesa de futbol: 1992, 1993, 1996
- Recopa d'Europa de futbol: 1985-86
- Medalla d'or als Jocs Olímpics de 1988
- Finalista de l'Eurocopa de futbol de 1988

Com a entrenador
- Lliga ucraïnesa de futbol: 2003, 2004
- Copa ucraïnesa de futbol: 2003